# World Violation Tour
A World Violation Tour a Depeche Mode Violator című albuma népszerűsítésére indíott világméretű koncertsorozat amely fél éven keresztül zajlott 1990-ben.

## Részletek
A turné első, észak-amerikai szakasza a floridai Pensacolában indult 1990 május 28-án amelyet egy ausztráliai és 6 japáni koncert után Birminghamben zártak 6 hónappal később.
Az előzenekar a Nitzer Ebb volt az európai és az amerikai állomásokon.

## Felvételek
A Depeche Mode soha nem jelentetett meg semmilyen hivatalos koncertfelvételt a turnéról. Alan Wilder úgy fogalmazott, hogy "túl kevés idő telt el" az előző évben megjelent "101" című koncertalbum óta amely az 1987/88-as Music for the Masses Tour hivatalos anyaga volt.
Jelenleg 3 "soundboard" felvétel kering az interneten, de ezek egyike sincs rendes minőségben keverve, illetve csak a San Francisco-i koncertfelvétel teljes.
- 1990.06.13 Philadelphia[2]
- 1990.07.21 San Francisco[3]
- 1990.08.04 Los Angeles[4]

Állítólag a 3 párizsi koncertet mégis felvette az együttes, ugyanis több rajongó mobil felvevő egységeket látott a stadion környékén.
2012-ben a Depeche Mode a hivatalos weboldalán dalonként 90 másodperces részleteket tett közzé az augusztus 4.-ei Los Angeles-i koncert óriáskivetítőjének fennmaradt felvételéből. 2025 tavaszán ezeket a felvételeket eltávolították, de pl. a YouTube-on még megtalálható.

## A zenekar tagjai 1990-ben
- Dave Gahan
- Martin Gore
- Alan Wilder
- Andy Fletcher

## A koncertek dallistája
1. "Kaleid" (intro)
2. "World in My Eyes"
3. "Halo"
4. "Shake the Disease"
5. "Everything Counts"
6. "Master and Servant"
7. "Never Let Me Down Again"
8. "Waiting for the Night"
9. (*)
  - "I Want You Now"
  - "Here Is the House"
  - "Little 15"
10. (*)
  - "World Full of Nothing"
  - "Blue Dress"
  - "Sweetest Perfection"
11. "Clean"
12. "Stripped"
13. "Policy of Truth"
14. "Enjoy the Silence"
15. "Strangelove"
16. "Personal Jesus"
1. ráadás
17. "Black Celebration"
18. "A Question of Time"
2. ráadás
19. "Behind the Wheel"
20. "Route 66"

Jegyzetek:
- A Blue Dress mindössze kétszer, míg a Little 15 mindössze háromszor szerepelt
- A (*) a Martin Gore által énekelt számokat jelöli
- A Behind the Wheel / Route 66 egy speciális "egybegyúrt" változatban szerepelt

## A turné állomásai
| Dátum              | Város            | Ország             | Helyszín                                   |
| Észak-Amerika      | Észak-Amerika    | Észak-Amerika      | Észak-Amerika                              |
| ------------------ | ---------------- | ------------------ | ------------------------------------------ |
| 1990 május 28      | Pensacola        | USA                | Pensacola Civic Center                     |
| 1990 május 30      | Orlando          | USA                | Orlando Arena                              |
| 1990 május 31      | Miami            | USA                | Miami Arena                                |
| 1990 június 2      | Tampa            | USA                | USF Sun Dome                               |
| 1990 június 4      | Atlanta          | USA                | Coca-Cola Lakewood Amphitheatre            |
| 1990 június 6      | Columbia         | USA                | Merriweather Post Pavilion                 |
| 1990 június 8      | Saratoga Springs | USA                | Saratoga Performing Arts Center            |
| 1990 június 9      | Mansfield        | USA                | Great Woods Center for the Performing Arts |
| 1990 június 10     | Mansfield        | USA                | Great Woods Center for the Performing Arts |
| 1990 június 13     | Philadelphia     | USA                | The Spectrum                               |
| 1990 június 14     | Philadelphia     | USA                | The Spectrum                               |
| 1990 június 16     | East Rutherford  | USA                | Giants Stadium                             |
| 1990 június 18     | New York City    | USA                | Radio City Music Hall                      |
| 1990 június 21     | Montreal         | Kanada             | Montreal Forum                             |
| 1990 június 22     | Toronto          | Kanada             | CNE Grandstand                             |
| 1990 június 24     | Pittsburgh       | USA                | Coca-Cola Star Lake Amphitheater           |
| 1990 június 25     | Cincinnati       | USA                | Riverbend Music Center                     |
| 1990 június 26     | Cuyahoga Falls   | USA                | Blossom Music Center                       |
| 1990 június 28     | Detroit          | USA                | Pine Knob Music Theatre                    |
| 1990 június 29     | Detroit          | USA                | Pine Knob Music Theatre                    |
| 1990 június 30     | Milwaukee        | USA                | Marcus Amphitheater                        |
| 1990 július 2      | Chicago          | USA                | World Music Theatre                        |
| 1990 június 3      | Chicago          | USA                | World Music Theatre                        |
| 1990 július 5      | Houston          | USA                | Cynthia Woods Mitchell Pavilion            |
| 1990 július 6      | Houston          | USA                | Cynthia Woods Mitchell Pavilion            |
| 1990 július 8      | Dallas           | USA                | Coca-Cola Starplex Amphitheatre            |
| 1990 július 9      | Dallas           | USA                | Coca-Cola Starplex Amphitheatre            |
| 1990 július 11     | Denver           | USA                | Red Rocks Amphitheatre                     |
| 1990 július 12     | Denver           | USA                | Red Rocks Amphitheatre                     |
| 1990 július 14     | Calgary          | Kanada             | Olympic Saddledome                         |
| 1990 július 16     | Vancouver        | Kanada             | Pacific Coliseum                           |
| 1990 július 18     | Portland         | USA                | Memorial Coliseum                          |
| 1990 július 20     | San Francisco    | USA                | Shoreline Amphitheatre                     |
| 1990 július 21     | San Francisco    | USA                | Shoreline Amphitheatre                     |
| 1990 július 22     | Sacramento       | USA                | Cal Expo Amphitheatre                      |
| 1990 július 25     | Salt Lake City   | USA                | Salt Palace                                |
| 1990 július 27     | Phoenix          | USA                | Arizona Veterans Memorial Coliseum         |
| 1990 július 28     | San Diego        | USA                | San Diego Sports Arena                     |
| 1990 július 29     | San Diego        | USA                | San Diego Sports Arena                     |
| 1990 június 31     | San Diego        | USA                | San Diego Sports Arena                     |
| 1990 augusztus 1   | Universal City   | USA                | Universal Amphitheatre                     |
| 1990 augusztus 4   | Los Angeles      | USA                | Dodger Stadium                             |
| 1990 augusztus 5   | Los Angeles      | USA                | Dodger Stadium                             |
| Ausztrália         |                  |                    |                                            |
| 1990 augusztus 31  | Sydney           | Ausztrália         | Hordern Pavilion                           |
| Ázsia              |                  |                    |                                            |
| 1990 szeptember 4  | Fukuoka          | Japán              | Shimin Kaikan Dai Hall                     |
| 1990 szeptember 6  | Kobe             | Japán              | World Memorial Hall                        |
| 1990 szeptember 8  | Kanazava         | Japán              | Ishikawa Kōsei Nenkin Kaikan               |
| 1990 szeptember 9  | Nagoja           | Japán              | Nagoya Civic Assembly Hall                 |
| 1990 szeptember 11 | Tokió            | Japán              | Nippon Budokan                             |
| 1990 szeptember 12 | Tokió            | Japán              | Nippon Budokan                             |
| Európa             |                  |                    |                                            |
| 1990 szeptember 28 | Brüsszel         | Belgium            | Forest National                            |
| 1990 szeptember 29 | Dortmund         | Nyugat-Németország | Westfalenhallen                            |
| 1990 szeptember 30 | Dortmund         | Nyugat-Németország | Westfalenhallen                            |
| 1990 október 2     | Koppenhága       | Dánia              | Valby-Hallen                               |
| 1990 október 3     | Koppenhága       | Dánia              | Valby-Hallen                               |
| 1990 október 5     | Göteborg         | Svédország         | Scandinavium                               |
| 1990 október 6     | Stockholm        | Svédország         | Stockholm Globe Arena                      |
| 1990 október 8     | Frankfurt        | Németország        | Festhalle Frankfurt                        |
| 1990 október 9     | Hannover         | Németország        | Messehalle Hanover                         |
| 1990 október 11    | Lyon             | Franciaország      | Halle Tony Garnier                         |
| 1990 október 12    | Zürich           | Svájc              | Hallenstadion                              |
| 1990 október 14    | Frankfurt        | Németország        | Frankfurt Festhalle                        |
| 1990 október 15    | Stuttgart        | Németország        | Hanns-Martin-Schleyer-Halle                |
| 1990 október 17    | München          | Németország        | Olympiahalle                               |
| 1990 október 21    | Párizs           | Franciaország      | Palais Omnisports de Paris-Bercy           |
| 1990 október 22    | Párizs           | Franciaország      | Palais Omnisports de Paris-Bercy           |
| 1990 október 23    | Párizs           | Franciaország      | Palais Omnisports de Paris-Bercy           |
| 1990 október 25    | Liévin           | Franciaország      | Stade Couvert Régional                     |
| 1990 október 26    | Rotterdam        | Hollandia          | Rotterdam Ahoy                             |
| 1990 október 28    | Hamburg          | Németország        | Alsterdorfer Sporthalle                    |
| 1990 október 29    | Hamburg          | Németország        | Alsterdorfer Sporthalle                    |
| 1990 október 31    | Berlin           | Németország        | Deutschlandhalle                           |
| 1990 november 1    | Berlin           | Németország        | Deutschlandhalle                           |
| 1990 november 3    | Strasbourg       | Franciaország      | Rhénus Sport                               |
| 1990 november 5    | Barcelona        | Spanyolország      | Palau Sant Jordi                           |
| 1990 november 7    | Madrid           | Spanyolország      | Palacio de Deportes                        |
| 1990 november 9    | Marseille        | Franciaország      | Palais des sports de Marseille             |
| 1990 november 11   | Milánó           | Olaszország        | Palatrussardi                              |
| 1990 november 12   | Róma             | Olaszország        | PalaEur                                    |
| 1990 november 14   | Bordeaux         | Franciaország      | Patinoire de Mériadeck                     |
| 1990 november 15   | Bordeaux         | Franciaország      | Patinoire de Mériadeck                     |
| 1990 november 17   | Brest            | Franciaország      | Parc des expositions de la Penfeld         |
| 1990 november 19   | London           | Anglia             | Wembley Arena                              |
| 1990 november 20   | London           | Anglia             | Wembley Arena                              |
| 1990 november 22   | Birmingham       | Anglia             | NEC Arena                                  |
| 1990 november 23   | London           | Anglia             | Wembley Arena                              |
| 1990 november 26   | Birmingham       | Anglia             | NEC Arena                                  |
| 1990 november 27   | Birmingham       | Anglia             | NEC Arena                                  |